# أرض العجائب (ألبوم)
أرض العجائب (بالإنجليزية: WonderLand)‏ هو ثاني ألبوم مصغر للفنانة الموسيقية الكورية الأمريكية جيسيكا جونغ بعد خروجها من فرقة غيرلز جينيريشن. أصدر الألبوم في 10 ديسمبر 2016 ويتكون الألبوم من 6 أغاني شاركت جيسيكا في تأليفها. بينما النسخة الانجليزية أصدرت في 30 ديسمبر 2016 وتتكون من 4 أغاني (بدون أغنية بيوتوفل وتونايت) تصدر الألبوم المركز الأول في مخطط غاون للموسيقى وباع الألبوم أكثر من 38,000 نسخة في كوريا الجنوبية.

## أغاني الألبوم

### النسخة الكورية[3]
| 1.            | "أرض العجائب"       | جيسيكا جونغ        | جيسيكا جونغ مارتن كي كيفيلاند آندريا سجو إينجن جينس هجيرتو ماركوس اولستاد نكسين إيرك "فيكز" فيرنانديز تاتيانا "تاتو" ماتثيوز جولين "جي دوت" كروس كريم "كي ماك" مارك | كليفلاند                   | 3:19  |       |       |       |       |       |       |       |
| 2.            | "دانسنغ أون ذا مون" | جيسيكا جونغ        | جيسيكا جونغ كليفيلاند كيم اوفستاند فيكز تاتو جي دوت كي ماك كوري كون                                                                                                 | كليفيلاند اوفستاند         | 3:59  |       |       |       |       |       |       |       |
| 3.            | "سيليبريت"          | جيسيكا جونغ        | جيسيكا جونغ جي دوت تاتو فيكز كي ماك | جي دوت كي ماك فيكز         | 3:26  |       |       |       |       |       |       |       |
| 4.            | "ورلد أوف دريمز"    | جيسيكا جونغ        | جيسيكا جونغ جي دوت تاتو فيكز كي ماك | جي دوت كي ماك فيكز جاي كيم | 3:29  |       |       |       |       |       |       |       |
| 5.            | "بيوتيفل"           | جاي كيم كيم يون-سو | رياسون إيلين بيرغ | رياسون                     | 4:26  |       |       |       |       |       |       |       |
| 6.            | "تونايت"            | جاي كيم كيم جي-هوي | كيم جي-هوي كيم هو-ون | كيم جي-هوي                 | 3:41  |       |       |       |       |       |       |       |
| المدة الكلية: | المدة الكلية:       | المدة الكلية:      | 22:36 | 22:36                      | 22:36 | 22:36 | 22:36 | 22:36 | 22:36 | 22:36 | 22:36 | 22:36 |

### النسخة الإنجليزية[4]
| #  | عنوان               | كلمات       | ألحان | إنتاج                      | المدة |
| -- | ------------------- | ----------- | --- | -------------------------- | ----- |
| 1. | "أرض العجائب"       | جيسيكا جونغ | جيسيكا جونغ مارتن كي كيفيلاند آندريا سجو إينجن جينس هجيرتو ماركوس اولستاد نكسين إيرك "فيكز" فيرنانديز تاتيانا "تاتو" ماتثيوز جولين "جي دوت" كروس كريم "كي ماك" مارك | كليفلاند                   | 3:19  |
| 2. | "دانسنغ أون ذا مون" | جيسيكا جونغ | جيسيكا جونغ كليفيلاند كيم اوفستاند فيكز تاتو جي دوت كي ماك كوري كون                                                                                                 | كليفيلاند اوفستاند         | 3:59  |
| 3. | "سيليبريت"          | جيسيكا جونغ | جيسيكا جونغ جي دوت تاتو فيكز كي ماك | جي دوت كي ماك فيكز         | 3:26  |
| 4. | "ورلد أوف دريمز"    | جيسيكا جونغ | جيسيكا جونغ جي دوت تاتو فيكز كي ماك | جي دوت كي ماك فيكز جاي كيم | 3:29  |

## المخططات
| مخططات (2016)                       | المركز |
| ----------------------------------- | ------ |
| اليابان (مخطط أوريكون)              | 85     |
| كوريا الجنوبية (مخطط غاون للموسيقى) | 1      |
| أمريكا (مخطط بيلبورد للألبومات)     | 7      |

### مخططات نهاية العام
| مخططات (2016)                       | المركز |
| ----------------------------------- | ------ |
| كوريا الجنوبية (مخطط غاون للموسيقى) | 75     |

## تاريخ الصدور
| المكان         | تاريخ الإصدار  | النسخة     | الشكل                 | المنتج            |
| -------------- | -------------- | ---------- | --------------------- | ----------------- |
| حول العالم     | 10 ديسمبر 2016 | تحميل رقمي | نسخة اللغة الكورية    | كوراديل إنترتيمنت |
| كوريا الجنوبية | 13 ديسمبر 2016 | سي دي      | نسخة اللغة الكورية    | كوراديل إنترتيمنت |
| حول العالم     | 30 ديسمبر 2016 | تحميل رقمي | نسخة اللغة الإنجليزية | كوراديل إنترتيمنت |